# Klampaczky Alajos
Klampaczky (Klámpátzky) Alajos (Domoszló, Heves megye, 1820. július 2.–Szihalom, 1901. január 14.) római katolikus plébános, egyházi író.

## Élete
Nemesi családban született Domoszlón, de a család később Egerben élt, édesanyja Gáspár Anna. 1835-től egri papnövendékként az érseki líceumban tanult filozófiát, majd 1837-től teológiát, amelyet négy év múlva, 1841-ben fejezett be. Fiatal kora miatt egy évet az egri egyházmegyei irodában működött, mint segédhivatalnok, mielőtt 1842-ben pappá szentelték. Ezt követően Bodonyba, később Gyöngyösre küldték segédlelkésznek, majd az egri székesegyház hitszónoka lett. 
Az 1848. évi forradalom utáni hónapokban hazafias beszédekben buzdította híveit a haza védelmére. 1849. május 31-én, „az országot fenyegető veszély eltávoztatásáért” tartott beszéde nyomtatásban is megjelent. Ebben kifogásolta, hogy az uralkodó az orosz cárt hívta segítségül. „Tehát még nem elég a sírhalom, mely a kegyetlenül legyilkolt, vagy dicsőn elesettek fölött sok ezrenkint emelkedik a két testvér házában, még kevés a pusztulás, mely honunk gazdagabb részein is éhséggel, nyomorral fenyegetve a lakosságot, hirdeti Ausztria nagylelkűségét!” Oroszországot börtönnek, az oroszokat a katolikus vallás ellenségeinek nevezte, és azt jósolta, hogy a barbár orosz sereg dúlni és rabolni fog. Arra biztatta magyar híveit, hogy ha továbbra is a polgárosuló nemzetek közé akarnak tartozni, harcolniuk kell. A nyomtatásban is megjelent beszéd miatt a császári hatóságok elfogták, és – hiába hivatkozott arra, hogy a forradalmi kormány erőszakának engedve, parancsra cselekedett – a pesti hadbíróság Müller hadbíró előterjesztésére 1850. január 19-én kötél általi halálra ítélte. Az ítéletet néhány nappal később Haynau, az ország teljhatalmú katonai parancsnoka 15 év várfogságra enyhítette, majd miután a tiroli Kufstein várában megkezdte várfogságát, az uralkodó Ferenc József császár büntetését három évre mérsékelte. 
Szabadulása után 1858-tól Sirok, majd 1882-től Szihalom plébánosa és kerületi esperes volt. 
Paptársa, Koncz Ákos 1882-ben így jellemezte: „derék, nyílt, őszinte jellemű, s örök vidorságánál fogva köztisztelet- és szeretetben álló férfiú. Az egyházmegye legjelesebb szónokai közé tartozik. Templomi beszédei könnyen érthetők s a hallgatókat elragadják, míg politikai szónoklataiból az átérzett, mély hazafiság csillámlik ki.”

## Művei
- Igazság‘ képe, in Religio és Nevelés 1845, 345–346.
- Egyházi beszéd, mellyet az országot fenyegető veszély eltávoztatásáért kormányilag rendelt nyilvános könyörgések alkalmával 1849-ik évi május hó 31-én az egri főegyházban mondott, Eger, 1849.
- Egyházi szónokok Pesten, in Religio 1863, 257-260, 281–284.
- Szent beszéd, melyet főtiszteletű Kőváry János úr … 1867. május 12-én Mádon, … tartott aranymiséje alkalmával mondott , Eger, 1867.
- Irányeszmék az egyházi szónoklathoz [az Egri Egyházmegyei Irodalmi Egylet jutalmazott pályaműve], Eger, 1879.
- Orosz viszonyok, A Kaukázus népei, Emlékbeszéd Kiss János sírkövének felállítási ünnepélyén, Emlékbeszéd a kápolnai honvédemlék felszentelési ünnepélyén, in Eger [politikai hetilap], 1863–1900 között.